# Lord Kitchener (film)
Lord Kitchener è un cortometraggio muto del 1902. Il nome del regista non viene riportato nei credit del film né vi appare quello di un operatore.
Lord Horatio Herbert Kitchener (1850-1916), dopo aver vinto nel 1898 nella battaglia di Omdurman le forze del Mahdi, divenne nel gennaio 1901 comandante in capo dell'esercito impegnato in Africa nella seconda guerra boera, guerra che si concluse con la vittoria dei britannici il 31 maggio 1902.

## Produzione
Il film fu prodotto dalla Hepworth.

## Distribuzione
Distribuito dalla Hepworth, il documentario - un cortometraggio della lunghezza di trenta metri - presumibilmente uscì nelle sale cinematografiche britanniche nel 1902.
Non si hanno altre notizie del film che si ritiene perduto, forse distrutto nel 1924 quando il produttore Cecil M. Hepworth, ormai fallito, cercò di recuperare l'argento del nitrato fondendo le pellicole.